# 입학도설
입학도설(入學圖說)은 고려 말의 유학자 권근의 저술이다.
주자학의 가장 중요한 문제인 사단(四端)과 칠정(七情)의 관계를 논하여 뒤에 이황·이이 등의 사단칠정(四端七情)논쟁에 큰 영향을 끼친 것이다. 즉 그는 사단을 이(理)의 근원 성(性)의 발(發)이며 순선(純善)한 것으로 보는 대신, 칠정(七情)은 기(氣)·심(心) 쪽의 것으로 선악의 차별이 있다고 보아 양자를 명확히 구분하고 전자를 우위에 놓아 뒤에 이황의 '사단은 이(理)에 발하므로 순선이요, 칠정은 기(氣)를 겸하였으므로 선악이 있다'는 입장의 선구자 역할을 하였다.